# Farrukhabad (miasto)
Farrukhabad (hindi: फ़र्रुखाबाद) – miasto w północnych Indiach w stanie Uttar Pradesh, na Nizinie Hindustańskiej, położone na prawym brzegu Gangesu.
Populacja miasta w 2001 roku wynosiła 227 876 mieszkańców.

## Historia
Założone w 1714 roku. W 1804 roku w pobliżu miasta miała miejsce bitwa w której wojska brytyjskie pod dowództwem generała Gerarda Lake'a pokonały Marathów. W czasie powstania sipajów toczyły się tutaj liczne potyczki w których zginęło wielu Anglików.